# Paepalanthus usterii
Paepalanthus usterii är en gräsväxtart som beskrevs av Gustave Beauverd. Paepalanthus usterii ingår i släktet Paepalanthus och familjen Eriocaulaceae. Inga underarter finns listade i Catalogue of Life.